# Андедзено
Андедзе́но (итал. Andezeno, пьем. Andzen) — коммуна в Италии, расположен в области Пьемонт, подчинена административному центру Турин (провинция).
Население составляет 1705 человек, плотность населения составляет 244 чел./км². Занимает площадь 7 км². Почтовый индекс — 10020. Телефонный код — 00011.
Покровителем города считается святой Георгий. Праздник города ежегодно празднуется 25 апреля.